# Neues Tor (Neubrandenburg)

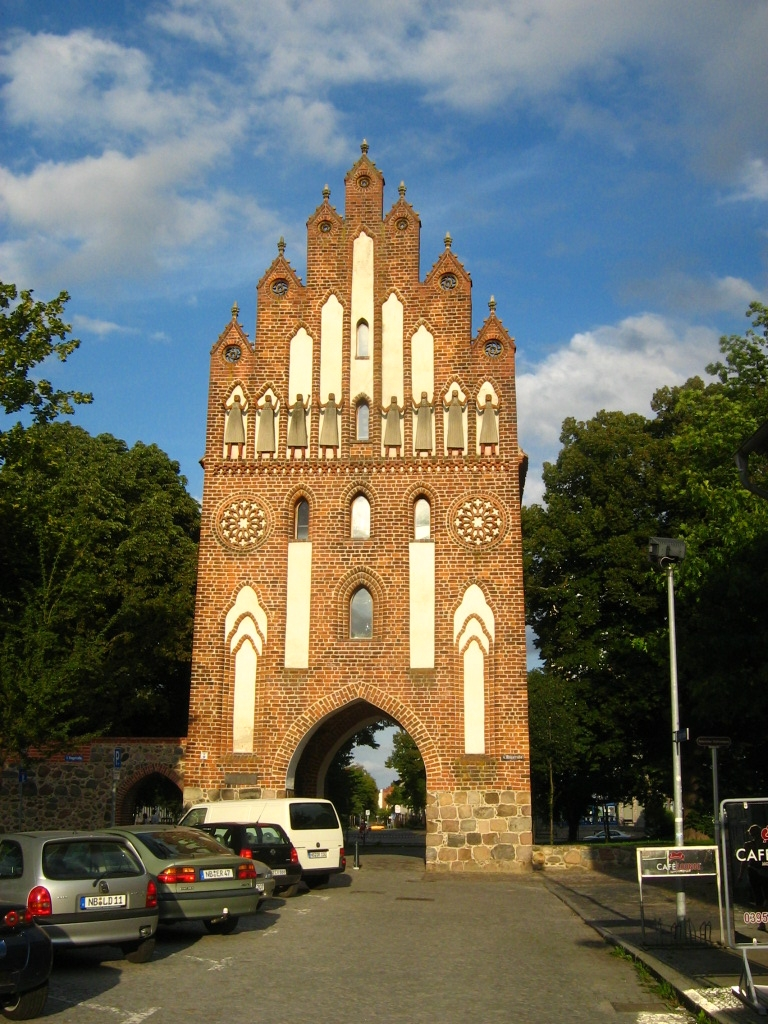
Neues Tor (Stadtseite des Haupttores)

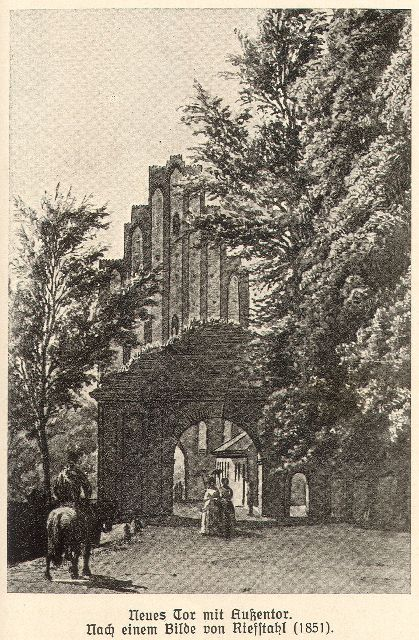
Neues Tor 1851 mit Vortor vor dem Abriss (Wilhelm Riefstahl)

Das Neue Tor ist das östliche und jüngste der vier Stadttore der Neubrandenburger Altstadt. Im Stile der norddeutschen Backsteingotik gebaut, befindet es sich auf der Ostseite der mittelalterlichen Stadtmauer Neubrandenburg. Das Neue Tor führt über den Park der Wallanlage, unterbrochen durch den vierspurigen Stadtring, auf die Katharinenstraße und das Katharinenviertel zu. Es ist das einzige Neubrandenburger Stadttor ohne Vortor.
Der Name Neues Tor bezieht sich auf die Tatsache, dass dieses Tor erst in der zweiten Hälfte des 15. Jahrhunderts der dreitorigen Stadtbefestigung hinzugefügt wurde. Ursprünglich bestand der Torkomplex aus Haupttor, Vortor und Zingel. Der noch nicht fertig gebaute Zingel fiel bereits im Jahr seiner geplanten Fertigstellung, 1631, der Belagerung Tillys zum Opfer; das Vortor wurde im Jahr 1852 wegen Baufälligkeit abgerissen.
An der Stadtseite des Haupttores finden sich (wie auch am Stargarder Tor) acht Adorantinnen bzw. Engel, die die Hände segnend der Stadt entgegenstrecken. Über ihre genaue Bedeutung ist nichts bekannt, sie sind Stoff für verschiedene Erzählungen.